# Volkswagen XL1
Volkswagen XL1 este un vehicul hibrid reîncărcabil diesel cu doi cilindri (74cp)de la producătorul german Volkswagen, prezentat la Salonul Auto din Qatar 2011.In total au fost produse 250 de bucati.